# Basseux
Basseux és un municipi francès situat al departament del Pas de Calais i a la regió dels Alts de França a l'aiguabarreig del riu Crinchon i de l'Scarpe. L'any 2017 tenia 137 habitants. Es troba a l'antiga via romana d'Arras a Amiens. Un primer esment escrit Batsala, data de l'any 674.

## Demografia
El 2007 la població de fet de Basseux era de 145 persones. Hi havia 56 famílies. 61 habitatges (, 57 habitatges principals, una segona residència i tres desocupats.

## Economia
El 2007 la població en edat de treballar era de 101 persones, 79 eren actives i 22 eren inactives. Hi havia dues empreses de construcció, una de comerç i reparació d'automòbils, una de transport i dues empreses de serveis.
L'any 2000 hi havia quatre explotacions agrícoles.